# Kurhessen-Kaserne
Die Kurhessenkaserne in Hann. Münden in Südniedersachsen wurde in einer ersten Phase zwischen 1900 und 1907 erbaut. Sie begründete die Pioniertradition des Standortes. Die Kaserne hat eine wechselhafte Geschichte durch militärische und nichtmilitärische Nutzung erfahren. Heute befindet sich auf dem weitläufigen früheren Kasernenareal der Wohn- und Gewerbepark Fuldablick. Die historischen Kasernenbauten stehen als Ensemble unter Denkmalschutz.

## Baugeschichte
Die Kaserne am Ortsrand von Neumünden an der heutigen B 3 wurde vom Regierungsbaumeister Georg Kegel aus Kassel errichtet. Zu den entstandenen Baulichkeiten zählten ein Garnisonslazarett, Hallengebäude, Mannschaftsunterkünfte, ein Offizierskasino sowie ein Landübungsplatz für Pioniere. Die stattlichen Mannschaftsgebäude weisen eine Fassadengestaltung auf, die der Backsteingotik entlehnt ist. Beim Offizierskasino handelt es sich um einen Bau im Stile der Neorenaissance mit geschweiften Knickgiebeln. Seine Kreuzstockfenster und das Sandsteinportal stellen eine Reminiszenz an das Welfenschloss Münden und das Rathaus Münden dar. Das Garnisonslazarett mit zwei Gebäuden befand sich außerhalb des Kasernengeländes am Waldrand. Sein Hauptbau hat einen T-Grundriss und steht auf einem Sockelgeschoss aus Buntsandstein. Der Bau weist dekorative Schweif- und Treppengiebel auf.

## Geschichte
Ende des 19. Jahrhunderts gab es in Hannoversch Münden, wie der Ort damals hieß, Bestrebungen im Magistrat und seitens führender Personen, die Stadt wieder zur Garnison werden zu lassen. Zuvor waren bis 1866 militärische Einheiten des Königreichs Hannover im Ort stationiert, zum Teil im damals als Kaserne genutzten Welfenschloss Münden. Zu den Befürwortern einer erneuten Truppenstationierung gehörten der in Hannoversch Münden aufgewachsene Bildhauer Gustav Eberlein, der Bürgermeister und einige Unternehmer. Man erwartete wirtschaftliche Vorteile für den Ort. Hinzu kam das zu dieser Zeit herrschende militärbegeisterte Nationalgefühl. Diese Bestrebungen korrespondierten zu den Aufrüstungsbestrebungen des Deutschen Kaiserreichs um die Jahrhundertwende. 1899 kündigte das Preußische Kriegsministerium die Verlegung eines Pionierbataillons in die Stadt an. Im Jahr 1900 wurde der Grundstein für die Kasernenbauten nahe der Fulda auf einem Gelände der Klosterkammer gelegt. Die Bauten wurden auf Kosten der Stadt Münden für 3 Millionen Goldmark errichtet und an das Militär vermietet.

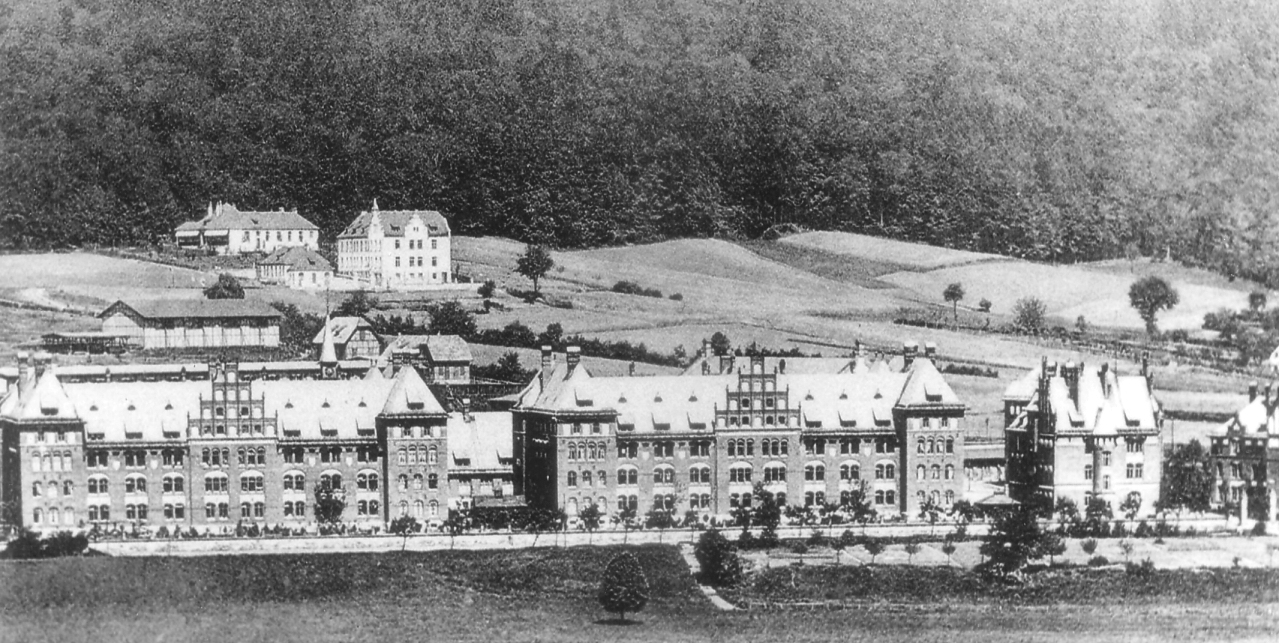
Die Kasernenanlage um 1915

Nach Fertigstellung der ersten Kasernengebäude 1901 bezog das bis dahin in Mainz-Kastel gelegene Hessische Pionier-Bataillon Nr. 11,  das später in Kurhessisches Pionier-Bataillon Nr. 11 umbenannt wurde, die Anlage. Das Bataillon rekrutierte sich überwiegend in Kurhessen (siehe auch Kurhessische Armee). Während des Ersten Weltkriegs wurden in der Kurhessenkaserne zwischen 1914 und 1918 insgesamt 21.000 Pioniere für die Kriegsformationen des Pionier-Bataillons ausgebildet. Nach dem Krieg ab 1918 bezog das Pionierbataillon 11 der Reichswehr die Kaserne.
In der Zeit der Weimarer Republik wurde das Pionierbataillon 11 im Jahr 1920 aufgelöst und die Kaserne nicht mehr militärisch genutzt. Dies beruhte auf der Reduzierung der Reichswehr auf ein 100.000-Mann-Heer gemäß den Bestimmungen des Versailler Vertrages. 1921 bezog die Hessisch-Nassauische Polizeischule die Kaserne. Militärische Einheiten kehrten erst in der Zeit des Nationalsozialismus mit dem Pionierbataillon 9 zurück, das in der jetzt in Kurhessenkaserne umbenannten Anlage stationiert wurde. Während des Zweiten Weltkriegs wurden in der Kaserne Pioniere für den Fronteinsatz ausgebildet.
In der Nachkriegszeit diente die Kurhessenkaserne als Unterkunft für Displaced Persons. Zwischen 1952 und 1956 wurde sie von einer Grenzschutzabteilung genutzt und es kam zur Ansiedlung von Kleingewerbe. 1955 wurden in der Kaserne 900 Kriegsheimkehrer aus der Sowjetunion wegen Überfüllung des Lagers Friedland aufgenommen.
Nach der Aufstellung der Bundeswehr im Jahr 1955 zogen wieder Pioniere in die Kurhessenkaserne ein. Von 1956 bis 1958 war dies das Panzer-Pionierbataillon 5, das anschließend in Pionierbataillon 2 (PiBtl 2) umbenannt wurde. Zur Garnison gehörten neben dem PiBtl 2 auch immer selbständige Kompanien mit unterschiedlichen Bezeichnungen, so zum Beispiel von 1959 bis 1981 die Panzerpionierkompanie 50.
Nach der Deutschen Wiedervereinigung von 1990 und damit verbundenen Truppenreduzierungen wurde das Pionierbataillon 2 im Jahr 1992 mit einem Großen Zapfenstreich auf dem Tanzwerder feierlich verabschiedet. Die Bundeswehr blieb bis zur endgültigen Auflösung der Einheit am 31. März 1993 Hausherr in der Kaserne. Das seither frei zugängliche Kasernengelände wird heute als Wohn- und Gewerbepark Fuldablick bezeichnet und entsprechend genutzt.

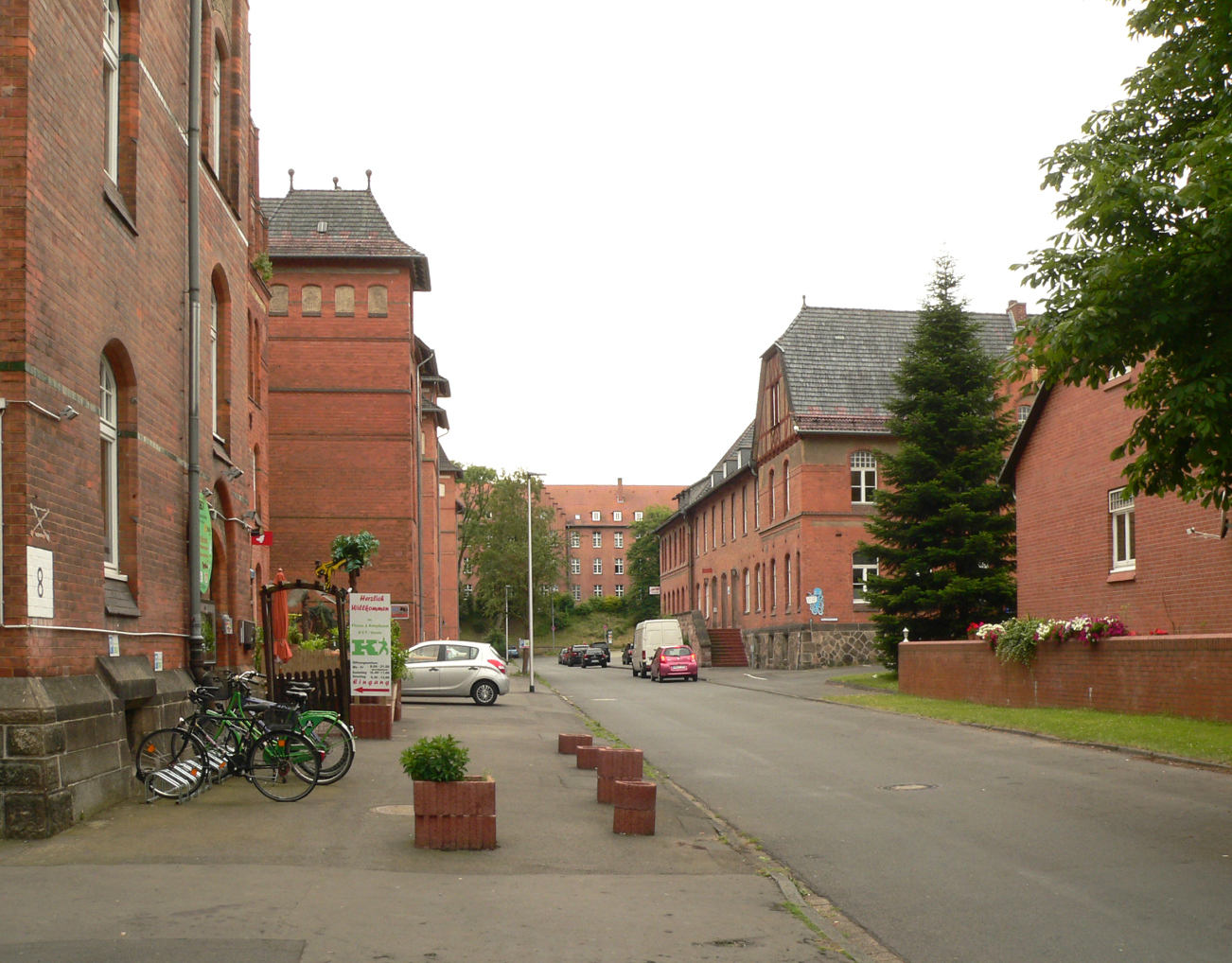
Straßen im Innenbereich der früheren Kaserne
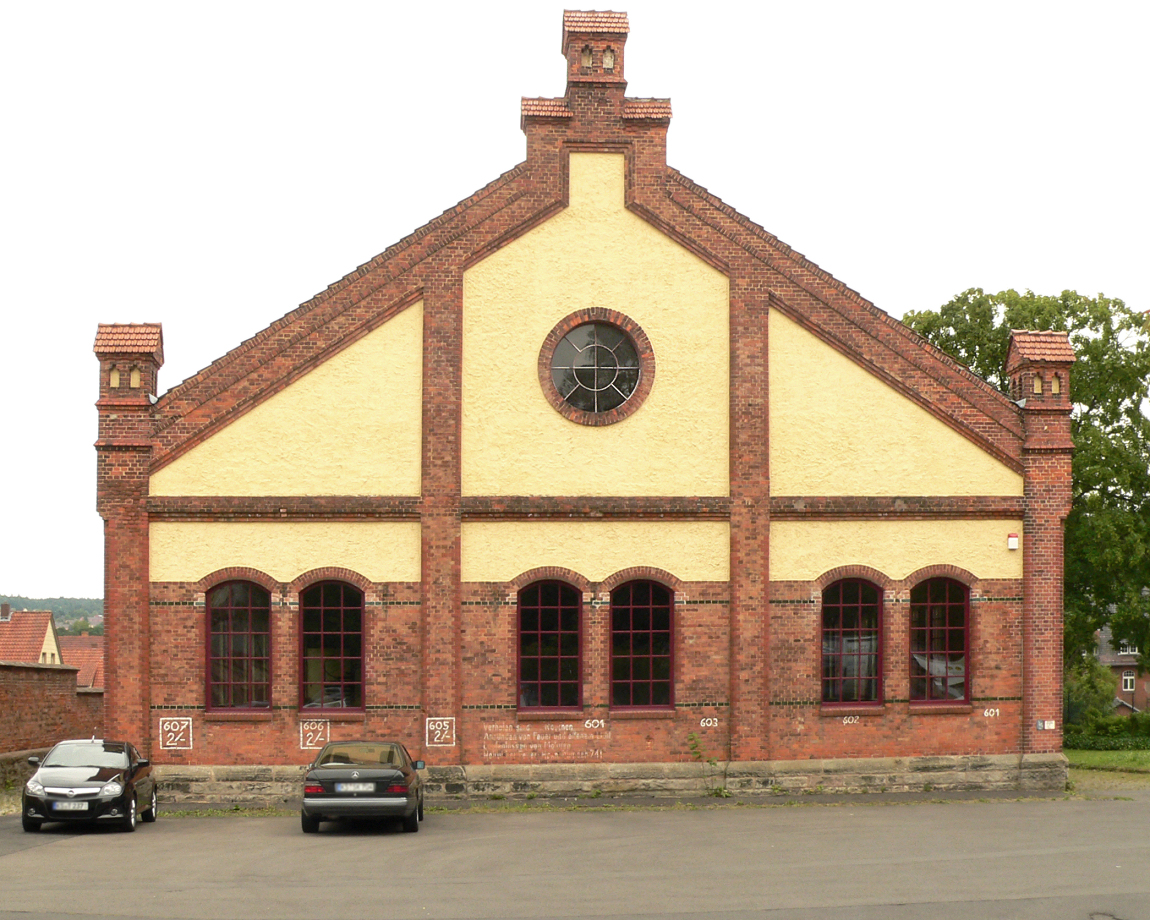
Sport- und Ausbildungshalle
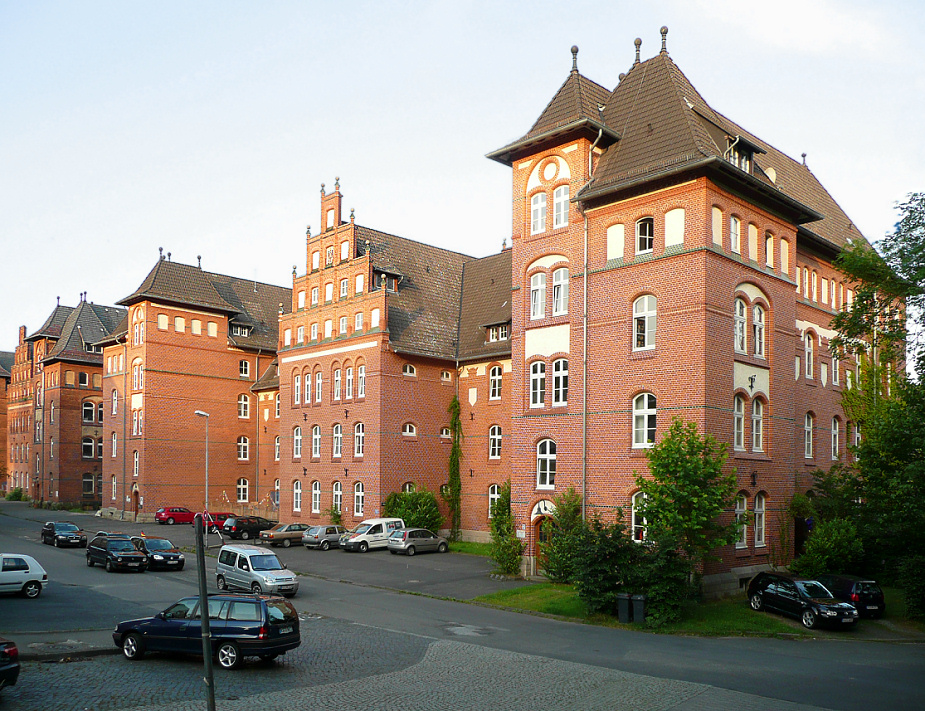
Teilansicht vom Innenbereich der früheren Kaserne
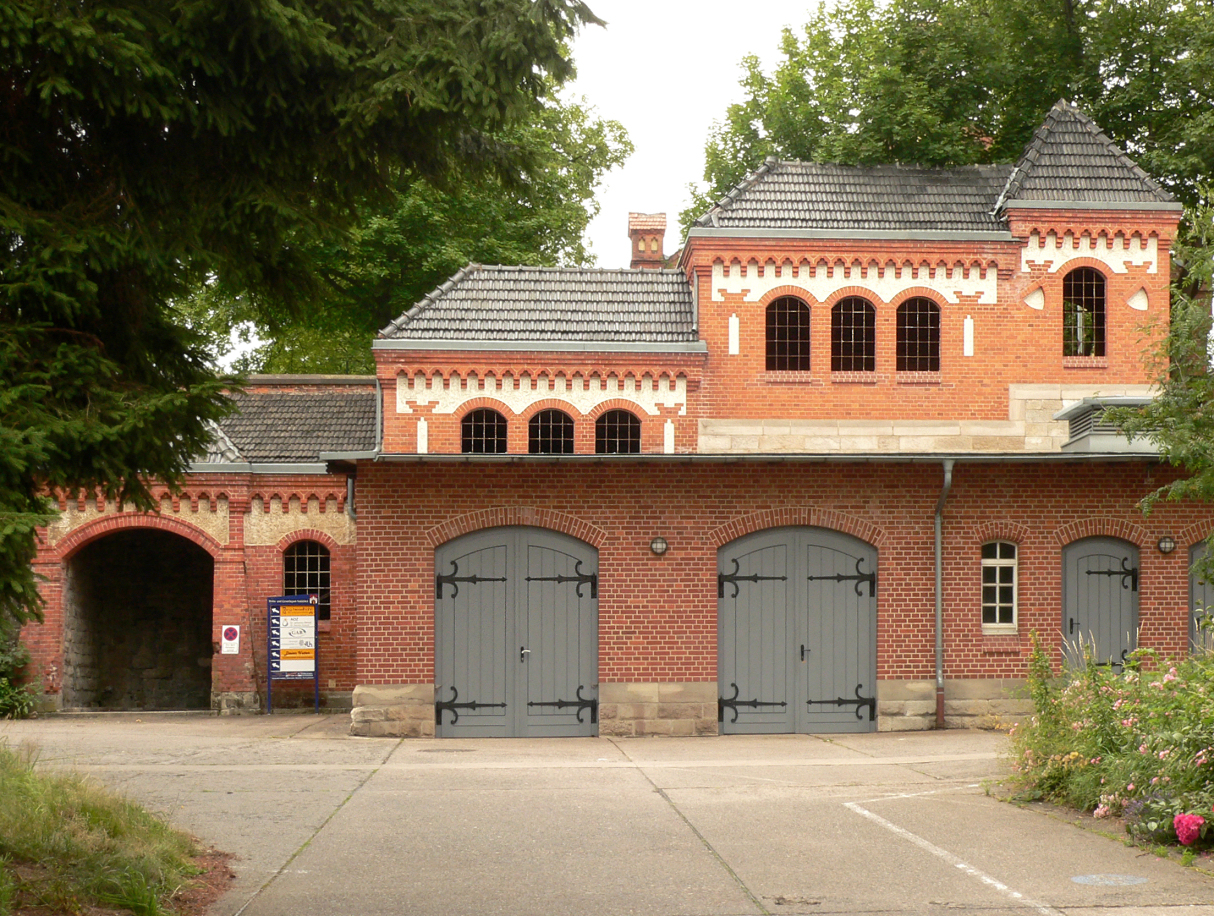
Versorgungsstation mit Treppenaufgang